# 戴尔·莫滕森
戴尔·托馬斯·莫滕森（英語：Dale Thomas Mortensen，1939年2月2日—2014年1月9日），美国经济学家，前西北大学教授，以对劳动经济学尤其是摩擦性失业理论的研究而知名。2010年12月10日，与彼得·戴蒙德、克里斯托弗·皮萨里德斯一同获得诺贝尔经济学奖。

## 生平

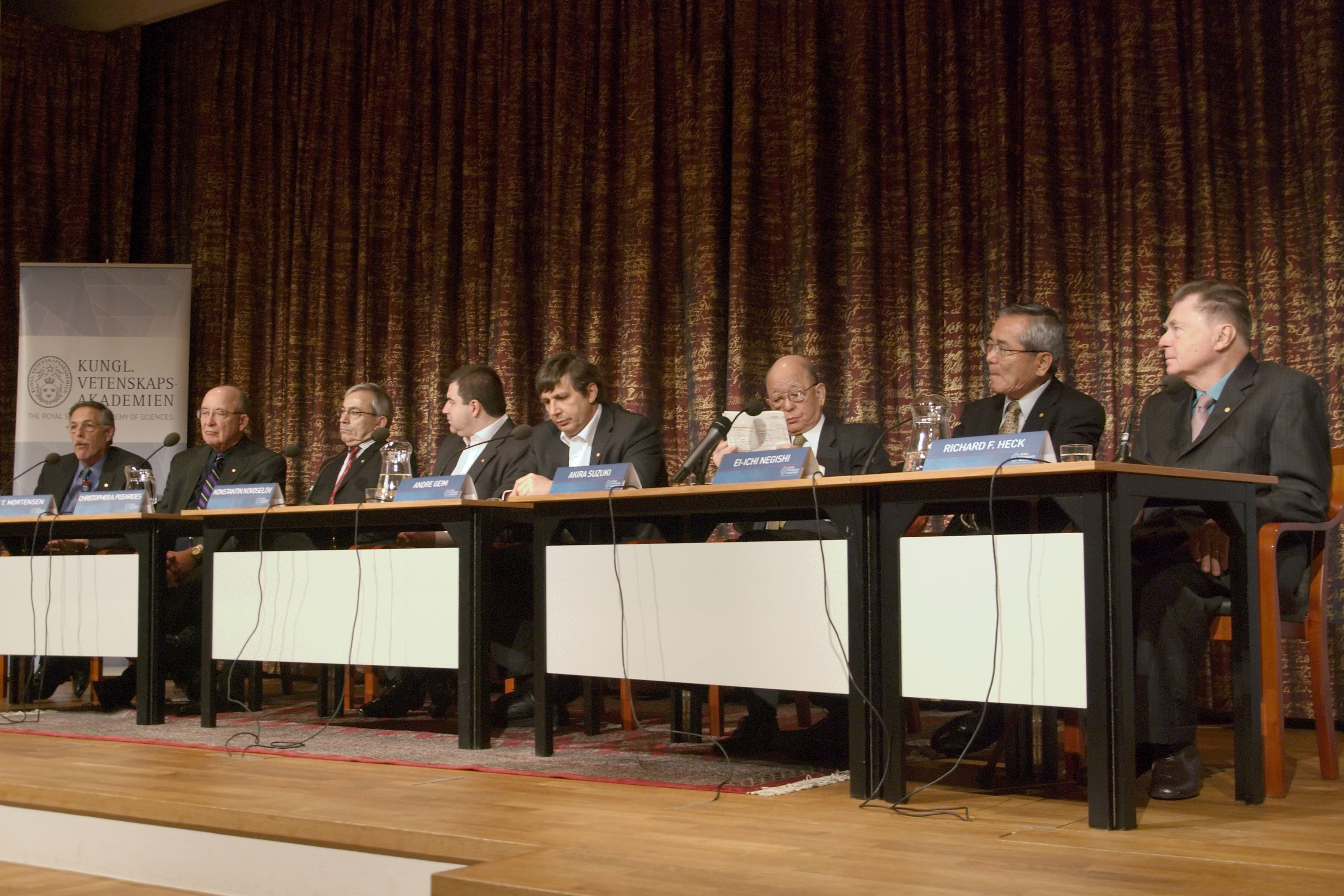
彼得·戴蒙德、戴尔·莫滕森、克里斯托弗·皮萨里德斯、康斯坦丁·诺沃肖洛夫、安德烈·海姆、鈴木章、根岸英一以及理查德·赫克，2010年諾貝爾獎得主在瑞典皇家科學院召開記者會

莫滕森分别在威拉姆特大学与卡内基梅隆大学获得学士与博士学位。1965年起，开始在西北大学任教，主要研究领域为劳动经济学。
1965年他曾获亚历山大·亨德森奖（Alexander Henderson Award）。1979年加入经济计量学会（Econometric Society）。2000年，成为美国文理科学院院士。2005年获IZA劳动经济学奖。2010年12月10日，获得诺贝尔经济学奖。
2014年1月9日，莫滕森在美國伊利諾州庫克縣威爾明特逝世，享年75岁。